# Luis García Hevia
Luis García Hevia (někdy psáno Garcia Evia; 19. srpna 1816 Bogota – 31. března 1887 tamtéž) byl kolumbijský malíř a fotograf.

## Životopis

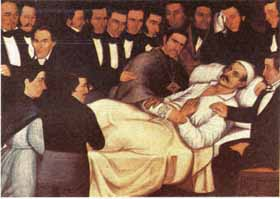
Smrt generála Santandera (1841)

Malbu studoval u Pedra José Figueroa. Byl prvním Kolumbijcem, který použil techniku daguerrotypie. Tuto metodu se mohl naučit od barona Jeana-Baptisty Louise Grose, který pobýval v Bogotě v letech 1838–1842 nebo podle jiných názorů v dílně Johna A. Bennetta.
V roce 1841 se zúčastnil průmyslové výstavy v Bogotě. Představil různé malby a především dvě daguerrotypie experimentálního typu, dnes považované za první vyrobené v Kolumbii, i když se mezitím ztratily. Téhož roku namaloval svůj nejslavnější obraz Smrt generála Santandera, kde se objevuje obklopen řadou osobností kolem smrtelné postele.
V roce 1846 založil s dalšími umělci Akademii kresby a malby a stal se jejím prezidentem. Tam se seznámil s Fermínem Isazou, kterého učil techniku daguerrotypie.
V roce 1849 odešel do Medellínu, kde nabízel své služby jako portrétista, malíř a daguerrotypista. Osvojil si nové techniky ambrotypie a kalotypie, které právě dorazily do Kolumbie.
Po převratu v roce 1854 José Maríou Melo proti generálu José María Obando byl vyhoštěn do Bucaramangy, kde v roce 1855 založil fotografickou dílnu, aby si zajistil stabilní příjem. V roce 1858 založil zednářskou lóži Filantropía Bogotana.

## Galerie

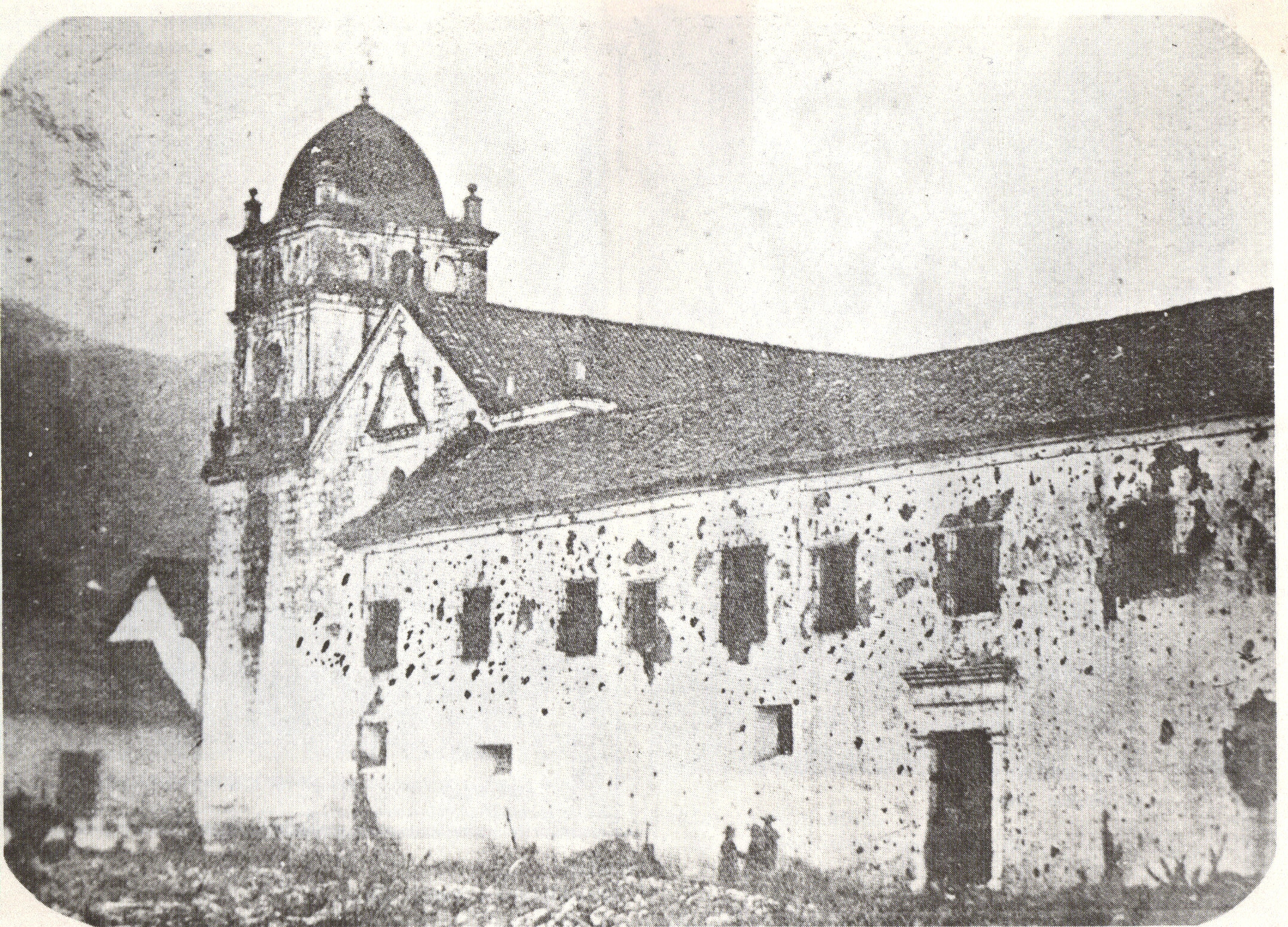
Iglesia Sagustin Bogota, 1862
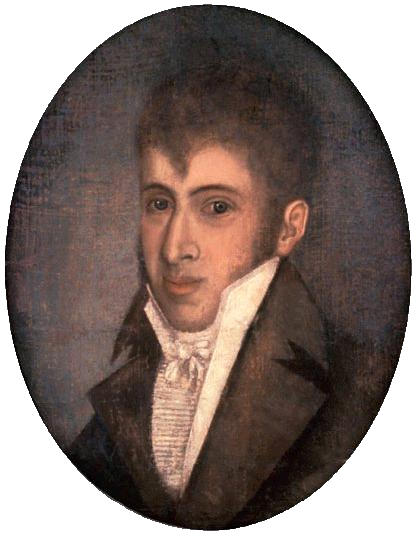
Antonio Nariño
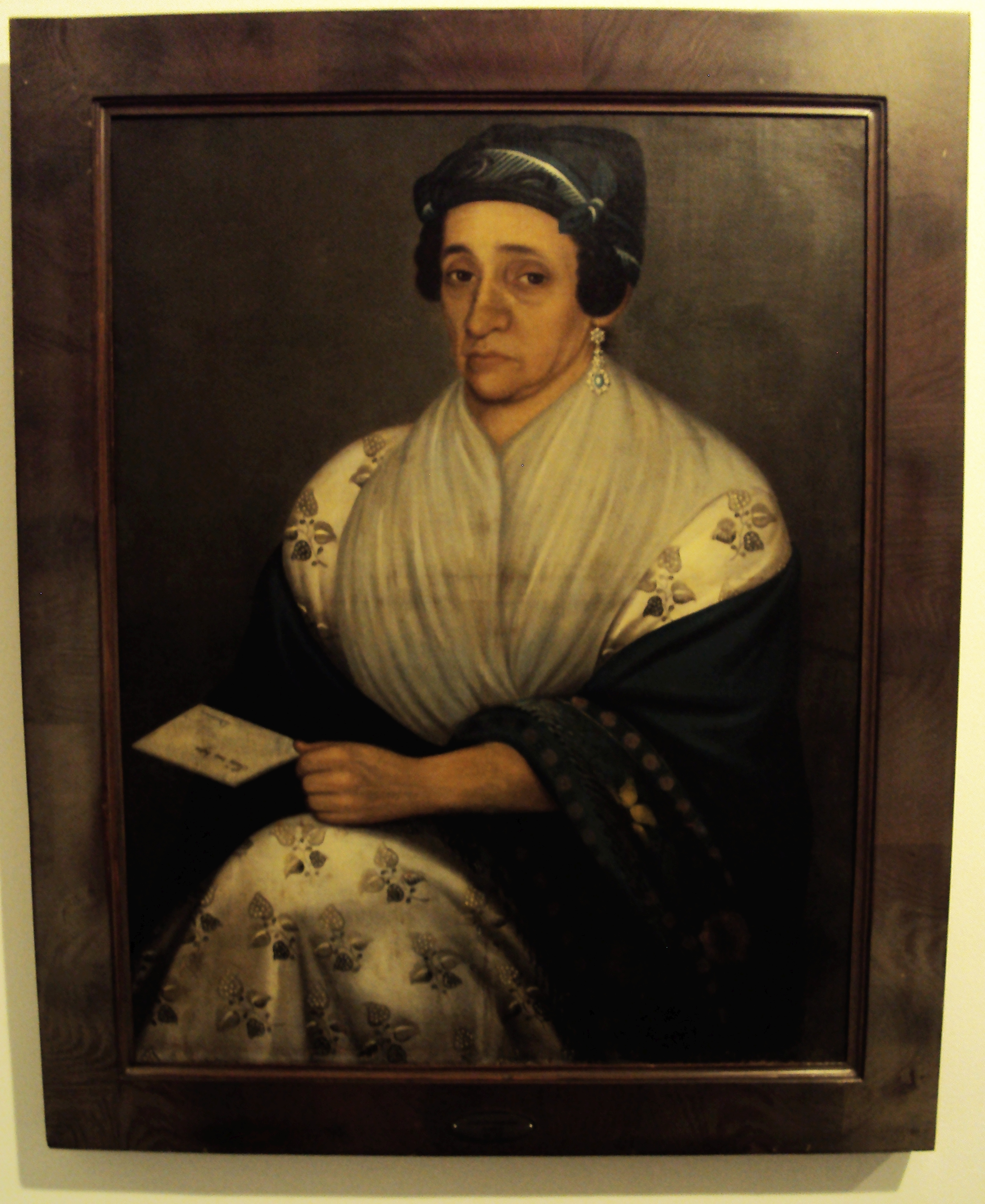
Josefa Acevedo de Gómez
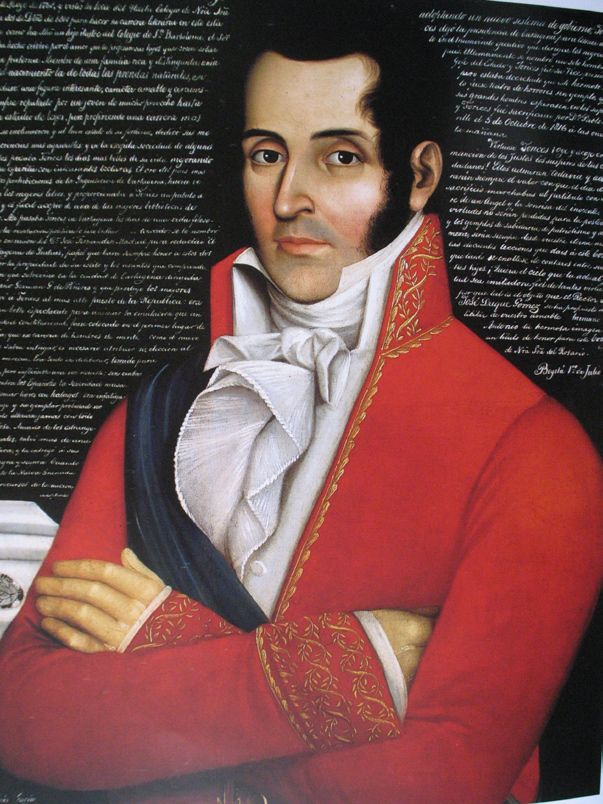
Manuel Rodríguez Torices, 1837